# Antonio Quijarro (provins)

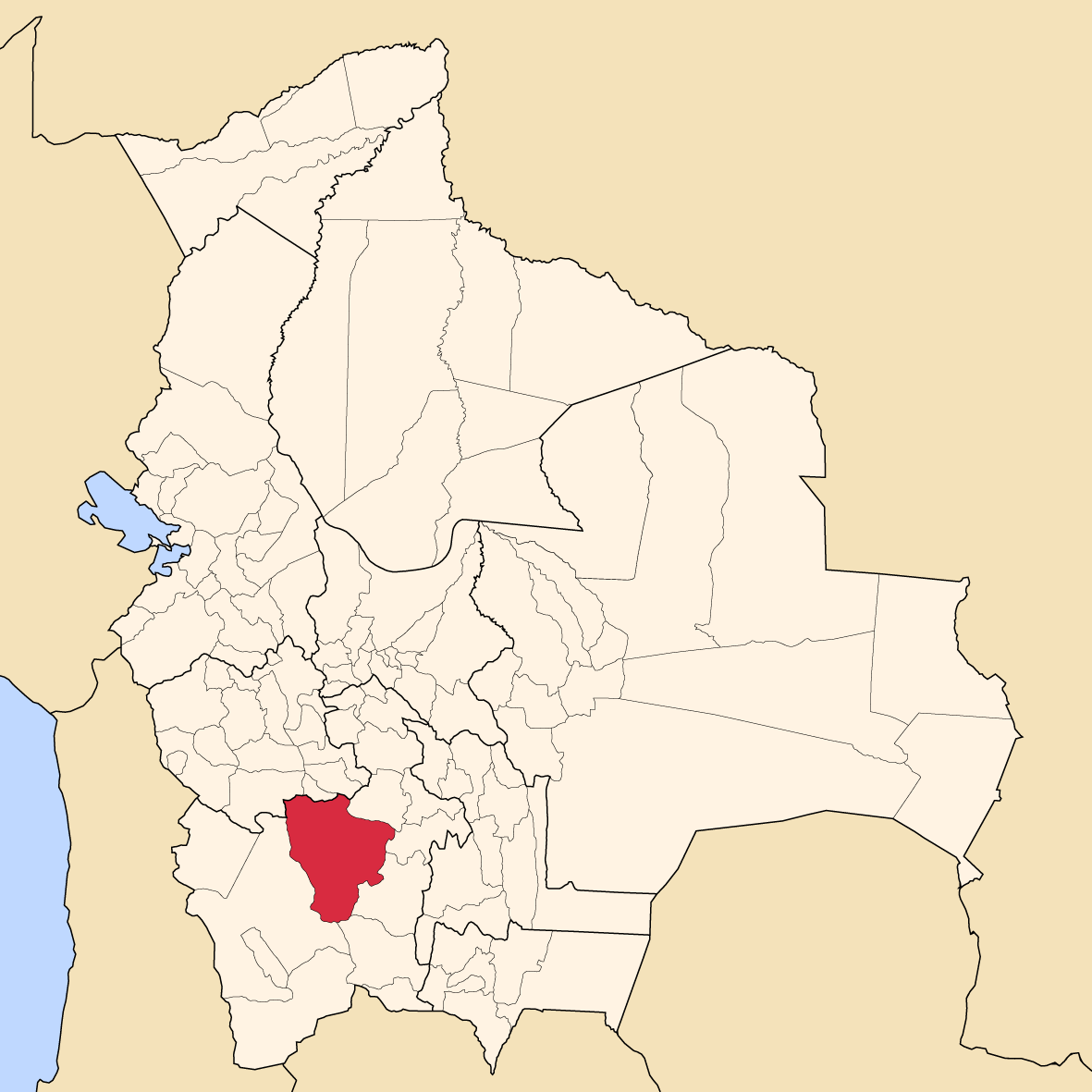
Provinsens läge i Bolivia

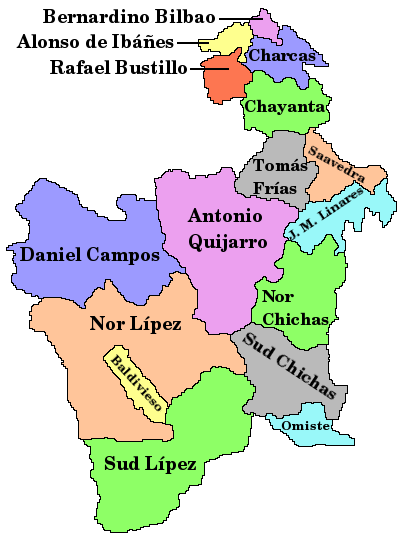
Provinser i Potosí

Antonio Quijarro är en provins i departementet Potosí i Bolivia. Den administrativa huvudorten är Uyuni.